# Panowice
Panowice – wieś w Polsce położona w województwie lubuskim, w powiecie międzyrzeckim, w gminie Trzciel.
W latach 1975–1998 miejscowość administracyjnie należała do województwa gorzowskiego.
Kościół filialny parafii w Brójcach pw. Najświętszej Maryi Panny Rokitniańskiej.
9 lipca 2016 w wyniku pożaru spłonął XIX-wieczny pałac.